# Juana Pereyra
Juana Pereyra (Montevideo, 8 de noviembre de 1897 - Montevideo, 16 de diciembre de 1976) fue una ingeniera civil uruguaya, reconocida por haber sido una de las primeras mujeres egresadas de la Facultad de Ingeniería de la Universidad de la República.

## Biografía
Nació en Montevideo en 1897. Tras la oposición inicial de su familia y superando las dificultades que tenían que enfrentar las mujeres en el ámbito profesional de la época, se inscribió en la Facultad de Ingeniería de la Universidad de la República, graduándose con el título de Ingeniera de Puentes y Caminos en noviembre de 1920, hecho que la convirtió en una de las primeras ingenieras de América del Sur.
Integró la Comisión de Trabajo del Consejo Nacional de Mujeres, que en ese momento era presidida por la activista Paulina Luisi. En 1924 empezó a desempeñarse como docente de Puentes y Caminos de la Facultad de Ingeniería de la Universidad de la República.
Más adelante se integró al equipo técnico de la Dirección Nacional de Vialidad, donde participó en la ejecución de importantes proyectos como la construcción del Puente Centenario en Paso de los Toros en el departamento de Tacuarembó. El prestigio obtenido a lo largo de su carrera la llevó a integrar desde su fundación la Academia Nacional de Ingeniería ANIU.
Falleció en Montevideo el 16 de diciembre de 1976. La avenida Ing. Juana Pereyra en Montevideo fue nombrada en su honor.